# Río Tolt
El río Tolt está ubicado en el estado de Washington en Estados Unidos en las estribaciones occidentales de la cordillera de las Cascadas. Oficialmente se llama así desde el 10 de septiembre de 1979. Tiene una longitud de 9 km.
El río comienza con la confluencia de los ríos North y South Fork Tolt. De allí fluye principalmente hacia el suroeste antes de unirse al río Snoqualmie cerca de la ciudad de Carnation. La cuenca de drenaje del río Tolt es parte de la cuenca de drenaje más grande del río Snohomish, o del estrecho de Puget. El nombre "Tolt" proviene del nombre del pueblo Lushootseedic /túlq/ .
El río South Fork Snohomish proporciona agua potable para los habitantes de Seattle.